# Dobrowolski Peak
Dobrowolski Peak är en bergstopp i Antarktis. Den ligger i Sydshetlandsöarna. Argentina, Chile och Storbritannien gör anspråk på området. Toppen på Dobrowolski Peak är 2 meter över havet.
Terrängen runt Dobrowolski Peak är kuperad. Havet är nära Dobrowolski Peak norrut. Trakten är glest befolkad. Närmaste befolkade plats är Commandante Ferraz Station, 16,9 kilometer sydväst om Dobrowolski Peak. 